# Innere Linie

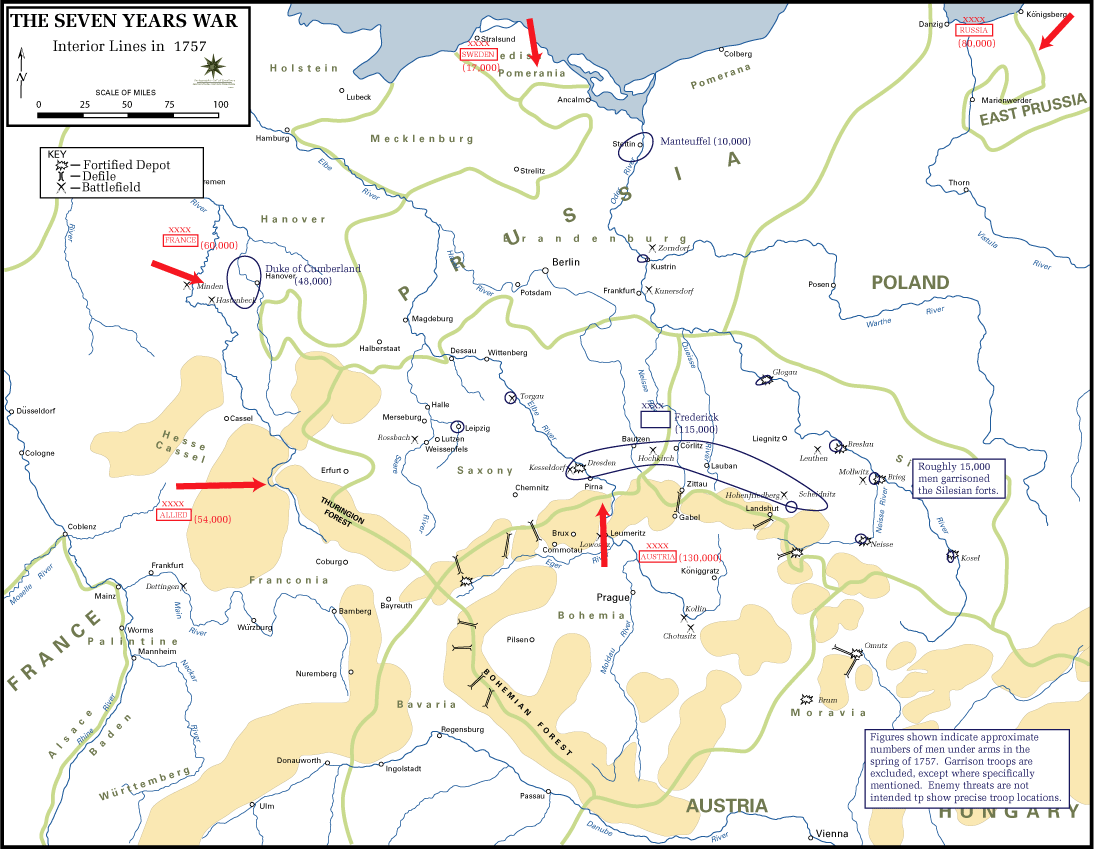
Im Siebenjährigen Krieg verfügte Preußen über den Vorteil der inneren Linie

Die innere Linie ist ein Begriff aus der militärischen Operationsführung. Sie ist ein Vorzug, den in erster Linie der Verteidiger genießt.
Beim Operieren auf der inneren Linie steht man selbst im Mittelpunkt und kann seine Kräfte auf kurzem Weg an bestimmten Stellen konzentrieren, um wirksame Schläge auszuteilen. Der auf der äußeren Linie operierende Angreifer muss zur Bildung von Schwerpunkten wesentlich größere Anstrengungen unternehmen. Um einen erfolgreichen Angriff auf einen gleichwertigen Verteidiger führen zu können, muss der Angreifer also zahlenmäßig deutlich überlegen sein.
Nach von Clausewitz ist der Vorteil der inneren Linie aber nur einer von mehreren, die dem Verteidiger zukommen. Er genießt daneben noch weitere, nämlich:
- den Vorteil der Vertrautheit mit dem Gelände
- den Vorteil der vorbereiteten Stellung
- den Vorteil der Ruhe
- die Möglichkeit des Ausfalls nach mehreren Seiten
- die Benutzung großer moralischer Kräfte
- die Hilfe der einheimischen Bevölkerung.

Des Weiteren führt v. Clausewitz den „Vorteil der Überraschung im Gefecht“ an, welchen er hauptsächlich beim Verteidiger sieht. Diese Überraschung zeigt sich im Gebrauch der Truppe (an welcher Stelle wie viele Truppen eingesetzt werden). Jedoch kann auch der Angreifer dies für sich einsetzen. Somit ist eine einseitige Zuordnung nicht sinnvoll.
Im militärischen Bereich rechnet man auf Grund der mannigfaltigen Vorteile mit einer mengenmäßig nötigen Überlegenheit des Angreifers von etwa 3:1, soll der Angriff Aussicht auf Erfolg haben.
Unter bestimmten Umständen (z. B. Kolonialkriege) treten noch hinzu
- Vertrautheit mit dem Klima
- Gewöhnung an die örtlichen Krankheitserreger
- Vertrautheit mit der Form des Kampfes in bedecktem Gelände

Dem Angreifer hingegen steht nur das Überraschungsmoment des eigentlichen Angriffs zur Seite.
Im Verlaufe des Krieges verschwinden laut v. Clausewitz die Vorteile der beiden Parteien zunehmend, denn der Verteidiger selbst muss zeitweise ebenfalls die Rolle des Angreifers übernehmen, um sich erfolgreich zu verteidigen bzw. die Verteidigung zu Ende zu bringen.